# Hyracotherium
Hyracotherium is een geslacht van kleine (60 cm), uitgestorven onevenhoevigen (Perissodactyla) uit het Vroeg-Eoceen. De eerste restanten ervan werden gevonden in de London Clayformatie. Die typesoort, H. leporinum, vermoedelijk ter grootte van een haas, werd ooit beschouwd als het vroegst bekende lid van de familie der paardachtigen (Equidae), totdat hij naar de familie  Palaeotheriidae werd verplaatst, een familie van onevenhoevigen aan de basis van zowel de paardachtigen als de Brontotheriidae. Men denkt nu dat de andere soorten die in het geslacht ondergebracht waren in andere geslachten moeten worden geplaatst, zoals Eohippus, dat eerder als synoniem van Hyracotherium werd beschouwd.

## Kenmerken
Van Hyracotherium zijn alleen resten van de schedel gevonden; gegevens in de literatuur over formaat en anatomie van het lichaam betreffen steeds Eohippus, een geslacht dat lang met Hyracotherium werd vereenzelvigd, en waarvan wél complete skeletten zijn gevonden. Het gebit van Hyracotherium omvatte 44 tanden en kiezen met een lage kroon, waarop het begin van de karakteristieke paardachtige richels te zien is. Het dier had een kort gezicht, met oogkassen in het midden. Het diastema (de ruimte tussen de voortanden en de kiezen) was kort. Aangenomen wordt het dier een grazende herbivoor is geweest die voornamelijk zachte bladeren heeft gegeten, en daarbij vruchten, noten en plantenscheuten.

## Ontdekking
Hyracotherium werd door de paleontoloog Richard Owen beschreven op basis van de vondst van een fossiele schedel in de London Clay. Het eerste fossiel dat aan dit geslacht werd toegeschreven, het holotype BMNH M16336, werd gevonden in de kliffen van Studd Hill, ongeveer een mijl westelijk van Herne Bay (Kent). Owen besprak de vondst op 18 december 1839 in een bijeenkomst van de Geological Society. Het verslag daarvan verscheen eerst in korte vorm in druk in 1840, en in uitgebreidere vorm, met een formele beschrijving, in 1841. Hij beschreef daarin een "kleine schedel, ongeveer zo groot als die van een haas." Hij meende dat het een dier uit de orde Pachydermata moest zijn, met tanden die leken op die van Chaeropotamus. De vorm van de schedel hield volgens hem het midden tussen die van een bosmarmot en een rotsklipdas (oude geslachtsnaam Hyrax), en op basis van die laatste naam stelde hij de geslachtsnaam Hyracotherium voor. Voor de soortnaam koos hij leporinum, verwijzend naar het formaat van een haas (Lepus).
In 1876 publiceerde Othniel Charles Marsh de beschrijving van in de Verenigde Staten (New Mexico en Californië) gevonden, tamelijk complete fossiele resten van dieren die hij als vroege paardachtigen herkende, en gaf die de geslachtsnaam Eohippus. In Engeland werden daarna nog nieuwe vondsten van Hyracotherium gedaan, in alle gevallen schedelresten. De overeenkomsten tussen Eohippus en de fossielen die Owen beschreef werden in 1932 besproken in een artikel van de hand van Clive Forster Cooper. Die stelde dat Eohippus als een synoniem van Hyracotherium moest worden beschouwd, waarbij die tweede naam ouder was, en prioriteit had. De op dat moment enige soort in het geslacht, E. angustidens, werd verplaatst naar het geslacht Hyracotherium. Veel andere in Noord-Amerika gevonden fossiele resten van paardachtigen werden daarna ook nog in het geslacht Hyracotherium ondergebracht.

## Taxonomie
Het geslacht Hyracotherium fungeerde sinds 1932 als een vergaarbak voor primitieve paardachtigen. In 2002 verscheen een analyse van de hand van David J. Froehlich, van 40 soorten vroege paardachtigen, waaruit Hyracotherium naar voren kwam als een parafyletische groep. De typesoort H. leporinum wordt nu beschouwd als een dier dat primitiever is dan de paardachtigen, en als enige soort van het geslacht in de familie Palaeotheriidae moet worden geplaatst. De andere soorten uit het geslacht werden nog steeds als vroege paardachtigen beschouwd, maar zijn in verschillende andere geslachten geplaatst: Sifrhippus voor H. sandrae, Minippus voor H. index en H. jicarillai, Arenahippus voor H. grangeri, H. aemulor en H. pernix, Xenicohippus voor H. craspedotum, Eohippus (nieuw leven ingeblazen) voor H. angustidens, Pliolophus voor H. vulpiceps, en Protorohippus voor H. montanum en H. venticolum. H. leporinum was de enige soort met vondsten in Europa; de overige restanten zijn allemaal in Noord-Amerika gevonden.